# Rhipidia (Rhipidia) schwarzi
Rhipidia (Rhipidia) schwarzi is een tweevleugelige uit de familie steltmuggen (Limoniidae). De soort komt voor in het Nearctisch en Neotropisch gebied.